# Phengaris alcon
Phengaris alcon  (Denis & Schiffermüller, 1775) è un lepidottero appartenente alla famiglia Lycaenidae, diffuso in Eurasia.

## Descrizione
Ha un'apertura alare di circa 3 cm. La colorazione delle ali assume una tonalità azzurro-violacea nella pagina superiore ed una pigmentazione grigio-argentea con puntinatura bruna nella pagina inferiore. I bruchi, lunghi meno di 2 cm, sono di colore rosato.

## Biologia

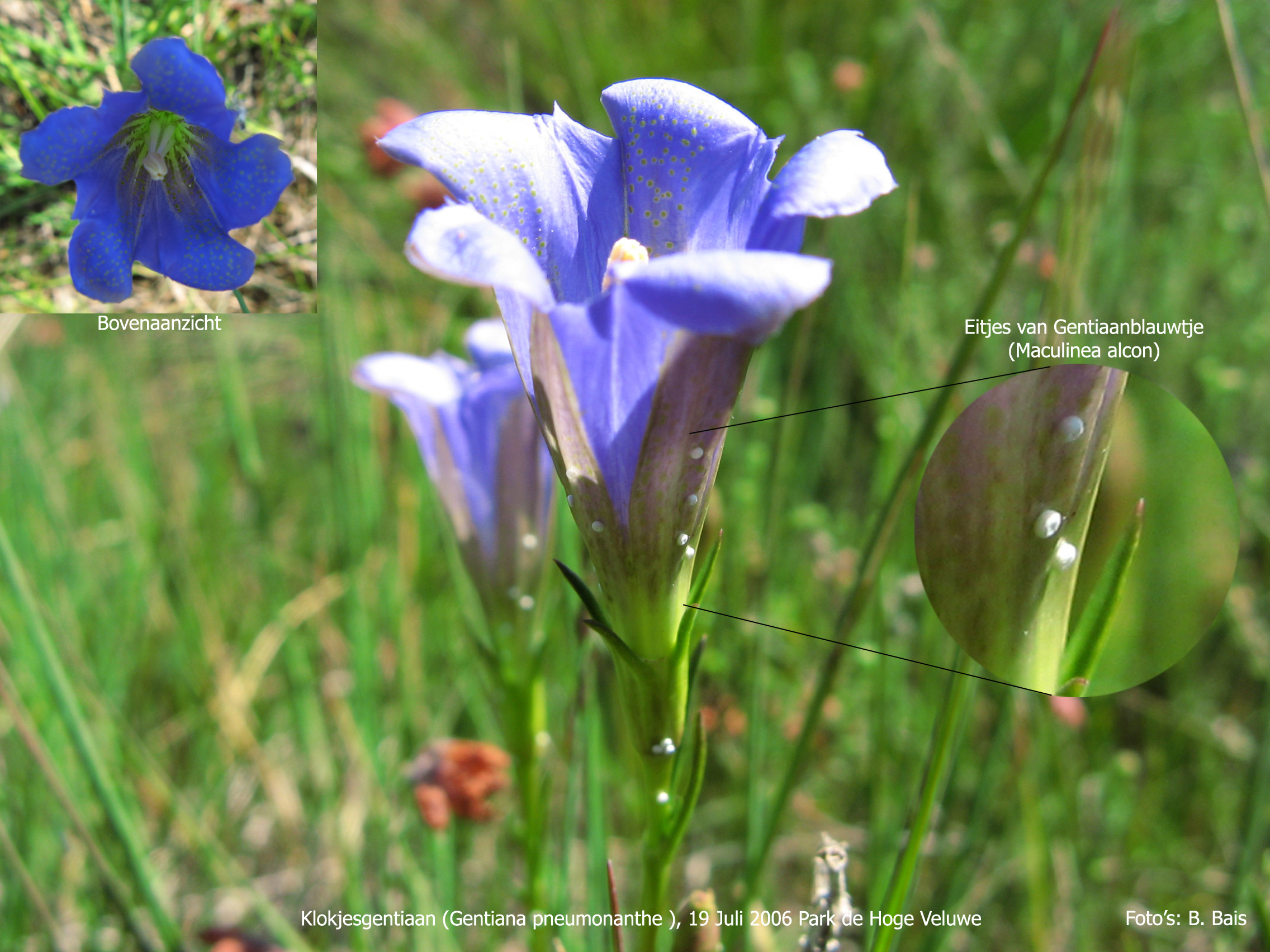
Uova di Phengaris alcon su fiori di Gentiana sp.

Le larve hanno un ciclo vitale interessante: nei primi stadi di vita si nutrono a spese di piante del genere Gentiana (soprattutto Gentiana pneumonanthe e Gentiana asclepiadea); dopo la terza muta vengono raccolte da formiche del genere Myrmica con le quali stabiliscono un rapporto di associazione mutualistica in base al quale le formiche allevano i bruchi assieme alle proprie larve all'interno dei formicai, venendo ricambiate tramite la secrezione da parte del bruco di sostanze zuccherine..
Dopo lo svernamento all'interno del formicaio, il bruco di P. alcon si incrisalida e l'adulto sfarfalla tra luglio ed agosto.

## Distribuzione e habitat
L'areale di questa specie si estende dall'Europa centrale e meridionale  sino alla Siberia e alla Mongolia.

Seppure abbastanza rara, è presente nell'Italia settentrionale ed è attestata nella zona dell'alta pianura e della fascia prealpina della Lombardia occidentale, in particolare all'interno del Parco delle Groane. La si può osservare nelle brughiere e nei prati, soprattutto laddove crescono piante del genere Gentiana, sulla quale è solita deporre le proprie uova durante l'estate.